# Uffholtz
Uffholtz – miejscowość i gmina we Francji, w regionie Grand Est, w departamencie Górny Ren.
Według danych na rok 1990 gminę zamieszkiwały 1303 osoby, a gęstość zaludnienia wynosiła 109 osób/km² (wśród 903 gmin Alzacji Uffholtz plasuje się na 215. miejscu pod względem liczby ludności, natomiast pod względem powierzchni na miejscu 192.).